# Stigler (Oklahoma)
Stigler település az Amerikai Egyesült Államok Oklahoma államában, Haskell megyében, melynek megyeszékhelye is. Lakosainak száma 2703 fő (2020. április 1.).

## Népesség
A település népességének változása:

| 2010 | 2 685 |
| 2020 | 2 703 |